# ミーコラス・ロメリス
ミーコラス・ロメリス（リトアニア語: Mykolas Romeris、ポーランド語: Michał Pius Römer、1880年5月7日 - 1945年2月22日）は、リトアニアの法学者。リトアニアにおける憲法学を体系化した第一人者で、後のリトアニア独立回復運動（サユディス）の思想にも影響を及ぼした。

## 人名
ポーランド語での名前は、ミハウ・リョメル (Michał Römer)。のちに、リトアニア語化したミーコラス・リョメリス (Mykolas Römeris) も用いるようになった。
しかし、リトアニア語で ö という字は用いられない。そのため、彼の死後、ソ連時代にはレメリス (Rėmeris) と表記されるようになった。現在のリトアニアではロメリス (Romeris) と表記されることがほとんどで、稀にリョメリス (Riomeris) と表記されることもある。

## 経歴
シュラフタの家系で生まれ育つ。サンクトペテルブルクの帝国法律学校を卒業後、クラクフのヤギェウォ大学哲学部歴史学科へ留学（当時リトアニアはロシア帝国領、クラクフはオーストリア領であった）。その後パリの自由政治科学学院へと留学し、1901年に修了した。その後ヴィリニュスへと移り住んだ。
第一次世界大戦が始まるとユゼフ・ピウスツキの軍に参加。1920年、中部リトアニア共和国首相のポストを打診されるも、それを拒否しリトアニアの臨時首都カウナスへと移った。
彼は、シュラフタの子孫として、リトアニア大公国の伝統を重んじる立場をとり、ポーランド、リトアニア、ベラルーシいずれの民族国家建設運動にも与しなかった。
戦間期、ロメリスは最高裁判所で裁判官として勤務（1921 - 1928年）、またリトアニア大学（1930年にヴィータウタス・マグヌス大学に改称）法学部で教授を務めた（1922 - 1940年）。その後1940年からはヴィリニュス大学教授を務めている。
国際法学者としても活躍し、1932年の常設国際司法裁判所 (PCIJ) におけるクライペダ地域をめぐる裁判ではリトアニア側の弁護士として出廷した（PCIJはリトアニア側の主張を認める判決を下している）。
戦間期はリトアニア語で執筆活動を行ったが、日記は生涯ポーランド語で書き続けた。
2004年、彼の生前の業績が評価され、リトアニア法科大学が「ミーコラス・ロメリス大学」へと改称された。